# Henry Samueli
Henry Samueli (* 20. September 1954 in Buffalo, Bundesstaat New York, USA) ist Mitbegründer und Chief Technology Officer der Broadcom Corporation und Philanthrop in Orange County, Kalifornien. Im Mai 2025 schätzte Forbes das Vermögen von Samueli auf 20 Milliarden US-Dollar. Heute wohnt er in Newport Beach, Kalifornien.

## Leben

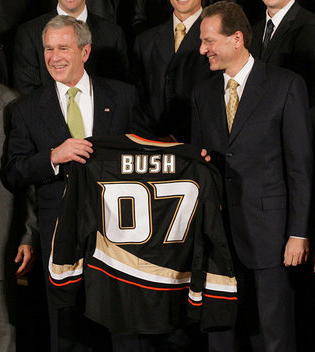
George Bush und Henry Samueli

Samuelis Eltern, Sala und Aron, waren polnisch-jüdische Einwanderer. Sie kamen fast mittellos in die Vereinigten Staaten. Samueli füllte die Regale im Spirituosengeschäft seiner Familie in Los Angeles und schloss die Fairfax High School erfolgreich ab.
Samueli studierte an der UCLA, wo er seinen Bachelor-Abschluss (1975), Master (1976) und Ph. D. (1980) ablegte, die alle im Bereich der Elektrotechnik lagen. Seine Dissertation trägt den Titel „Nonperiodic forced overflow oscillations in digital filters“ („Unperiodische erzwungene Überlaufschwingungen in digitalen Filtern“).
Im Jahr 1991, während er noch als Professor an der UCLA arbeitete, gründete Samueli sein Unternehmen, Broadcom Corporation, mit einem seiner ehemaligen Studenten, Henry Nicholas. Jeder investierte 5000 US-Dollar und man arbeitete in Nicholas’ Haus in Redondo Beach. Es folgte der Umzug nach Irvine. Im Jahr 1998, als Broadcom ein börsennotiertes Unternehmen wurde, beendete Samueli seine Arbeit als Professor, aber bei der UCLA Department of Electrical Engineering stand mit Stand 2009 sein Name auf der Liste der Fakultät. 2004 wurde er zum Mitglied der American Academy of Arts and Sciences gewählt.
Im Juni 2005 kauften er und seine Frau Susan das NHL-Team Franchise Mighty Ducks of Anaheim, heute die Anaheim Ducks, von der Walt Disney Company für 75 Millionen Dollar. Samueli besitzt auch die Firma, die das städtische Honda Center betreibt, die Heimat der Ducks. Die Anaheim Ducks sind 460 Millionen US-Dollar wert (Stand November 2017).
Im Besitz der Samueli und seiner Frau Susan, gewannen die Anaheim Ducks den Stanley-Cup 2007.
Für seine wissenschaftlich-technischen Leistungen wurde Samueli 2012 mit dem Marconi-Preis ausgezeichnet.
Am 28. Mai 2015 vereinbarte der Chiphersteller Avago Technologies Ltd. die Übernahme von Broadcom Corp. für 37 Milliarden US-Dollar in bar und in Aktien.